# San Bernardino Verbano
San Bernardino Verbano (Santin in lombardo; San Bernardin Verban in piemontese) è un comune italiano sparso di 1 222 abitanti della provincia del Verbano-Cusio-Ossola in Piemonte.
Parte del suo territorio è compresa nel Parco Nazionale della Val Grande.

## Storia
Il comune di San Bernardino Verbano fu formato nel 1928, con Regio Decreto del 13 settembre, dall'unione dei preesistenti comuni di Bieno, Santino e Rovegro.
La sede municipale fu stabilita nella frazione centrale di Santino. Sin dal XV secolo il feudo di Rovegro insieme a Suna fu infeudato ai Moriggia di Milano.
Dal momento che il paesino è stato coinvolto nel tragico rastrellamento del giugno 1944, su un muro della stazione della Forestale è stata posta una targa commemorativa a Maria Peron, infermiera partigiana.

## Società

### Evoluzione demografica
Abitanti censiti

## Amministrazione
Di seguito è presentata una tabella relativa alle amministrazioni che si sono succedute in questo comune.
| Periodo        | Periodo        | Primo cittadino    | Partito                                       | Carica  | Note  |
| -------------- | -------------- | ------------------ | --------------------------------------------- | ------- | ----- |
| 24 aprile 1995 | 14 giugno 1999 | Claudio Cardoletti | -                                             | Sindaco | [ 7 ] |
| 14 giugno 1999 | 14 giugno 2004 | Claudio Cardoletti | lista civica                                  | Sindaco | [ 7 ] |
| 14 giugno 2004 | 8 giugno 2009  | Giovanni Lietta    | lista civica                                  | Sindaco | [ 7 ] |
| 8 giugno 2009  | 26 maggio 2014 | Giovanni Lietta    | lista civica                                  | Sindaco | [ 7 ] |
| 26 maggio 2014 | 24 maggio 2019 | Giovanni Lietta    | lista civica Sviluppo trasparenza concretezza | Sindaco | [ 7 ] |
| 24 maggio 2019 | in carica      | Assunta Rigoli     | lista civica                                  | Sindaco | [ 7 ] |

Fa parte dell'unione montana di comuni Valgrande e del Lago di Mergozzo.